# Киломбу Палмарис
Киломбу Палмарис (порт. Quilombo dos Palmares), также Республика Палма́рис, также Палмарес или Пальмарес (порт. República de Palmares) — государство беглых чернокожих рабов в пальмовых лесах (палмарах) северо-восточной Бразилии, на территории капитанства Пернамбуку (ныне это территория близ города Порту-Калву, штат Алагоас), существовавшее в 1630—1694 годах.

## Создание государства
Первые укреплённые поселения чернокожих рабов, бежавших от своих хозяев из-за жестокой эксплуатации, так называемые киломбу или мокамбу, появились в лесах Пернамбуку в конце XVI века. К 1630-м годам они объединились в примитивное раннефеодальное государство с элементами родоплеменной организации и патриархального рабства (сохранившиеся в значительной мере обычаи первобытнообщинной демократии и дали, видимо, повод историкам назвать Палмарис республикой).
Руководство государством осуществлял избиравшийся пожизненно верховный вождь, в чьих руках сосредотачивалась вся высшая светская и духовная власть. Привилегированный класс в Палмарисе состоял из приближённых вождя (в основном его родственников), которых он назначал своими непосредственными помощниками или правителями мелких киломбу. Также в Палмарисе действовал совет старейшин. Главными задачами руководства страны были обеспечение обороны Палмарис силами всеобщего ополчения и создание складов с продовольствием и оружием.
Столицей государства в период его расцвета стало поселение Макаку.

## Население
Территория государства Палмарис достигала 27 тысяч км², на которых проживали около 20 тыс. человек (негры, мулаты, индейцы). Жители Палмариса занимались сельским хозяйством (земледелие), в меньшей степени ремёслами (гончарное и текстильное производство, обработка металлов), вели меновую торговлю с близлежащими индейскими, а также португальскими и голландскими поселениями. Земля в Палмарисе находилась в общей собственности, причём существовали как семейные участки, так и общинные поля. Совместный труд применялся также во время охоты, собирательства, при строительстве укреплений. Использовался также труд военнопленных, которые были обращены в рабство. Население Палмариса пользовалось поддержкой среди беднейших слоев белого населения Пернамбуку и особенно индейцев. Жители Палмарис во время войн заключали союзы с индейскими племенами, а также брали себе в жёны индианок.
Жители Палмариса исповедовали афро-христианский синкретический культ.

## Борьба с колонизаторами
Киломбу Палмарис постоянно привлекало к себе рабов со всей территории Бразилии и даже Нидерландской Гвианы, поэтому португальские и голландские колонизаторы стали направлять против них многочисленные карательные экспедиции. Однако жители Палмариса упорно отстаивали свою независимость: им удалось разбить в общей сложности 58 экспедиций.
В 1677 году португальцам удалось нанести крупное поражение защитникам Палмариса, и в следующем году между враждующими сторонами был заключён мир. К 1679 году португальские войска возобновили военные действия, однако жителям Палмариса во главе с верховным вождём Зумби удалось изгнать колонизаторов (этому содействовало также восстание индейцев на севере Бразилии).
В 1692 году Зумби нанёс португальцам ещё одно крупное поражение. Однако к 1694 году колониальные власти собрали 6-тысячную армию, вооружённую артиллерией, которой удалось блокировать Макаку в январе 1694. В феврале Макаку был взят, а большинство его жителей погибло с оружием в руках.
Последние киломбу на территории Палмариса (также называемого в источниках «Маленькой Анголой» — «Ангола Джанга») были разрушены в 1697 году.